# Loucetios
Dans la religion gallo-romaine, Loucetios (latinisé en Leucetius) était un dieu gaulois toujours identifié avec le Mars romain. Environ une douzaine d'inscriptions lui sont dédicacées, essentiellement de l'Est de la Gaule, avec une concentration particulière chez les Vangions (une tribu du Rhin). Mars Loucetios est souvent accompagné de Nemetona. Des inscriptions à son nom ont également été trouvées à Bath et Angers.
Selon Claude Sterckx, le théonyme du Mars gaulois, Loucetios est parent avec les noms de l'« éclair », luc'hed en breton, lluched en gallois, lóicheadh en irlandais.
Le mot leucetius dérive de la racine proto-indo-européenne leuk et signifie "briller, resplendir", avec une référence particulière aux éclairs de l'orage. Leucetius était également invoqué pour assurer une croissance saine et abondante des champs et des vignobles.

### Pages connexes
- Religion celtique
- Religion gauloise